# Pierre-Jacques-René Denne-Baron
Pierre-Jacques-René Denne-Baron (Paris, 6 septembre 1780 - Paris, 5 juin 1854) est un écrivain français.

## Biographie
Issu d'une famille ruinée par les événements de la Révolution française, il ne se mêla à aucune intrigue et se consacra aux lettres anciennes et à la musique. On lui doit un poème sur la légende d'Héro et Léandre, des fragments d'une épopée sur David, des idylles, des ballades, de nombreuses poésies ainsi que des traductions en vers de Properce, Byron (Le Corsaire), de quelques psaumes de David, de Virgile, Lucain, Claudien, Anacréon, Lucius de Patras (Âne) etc.